# توفیق کوسه
توفیق کوسه (انگلیسی: Tevfik Köse؛ زادهٔ ۱۲ ژوئیهٔ ۱۹۸۸) بازیکن فوتبال اهل ترکیه است.
از باشگاه‌هایی که در آن بازی کرده‌است می‌توان به باشگاه فوتبال قیصریه‌اسپور، باشگاه فوتبال آنکارا اسپور، باشگاه فوتبال استانبول باشاک‌شهر، باشگاه فوتبال چای‌کار ریزه‌اسپور، و باشگاه ورزشی بولوسپور اشاره کرد.
وی همچنین در تیم‌های ملی فوتبال Turkey national under-17 football team, Turkey national under-19 football team، زیر ۲۰ سال ترکیه، زیر ۲۱ سال ترکیه، و Turkey A2 national football team بازی کرده‌است.